# Izumiōtsu
Izumiōtsu (jap. 泉大津市, -shi) ist eine Stadt in der Präfektur Osaka in Japan.

## Geographie

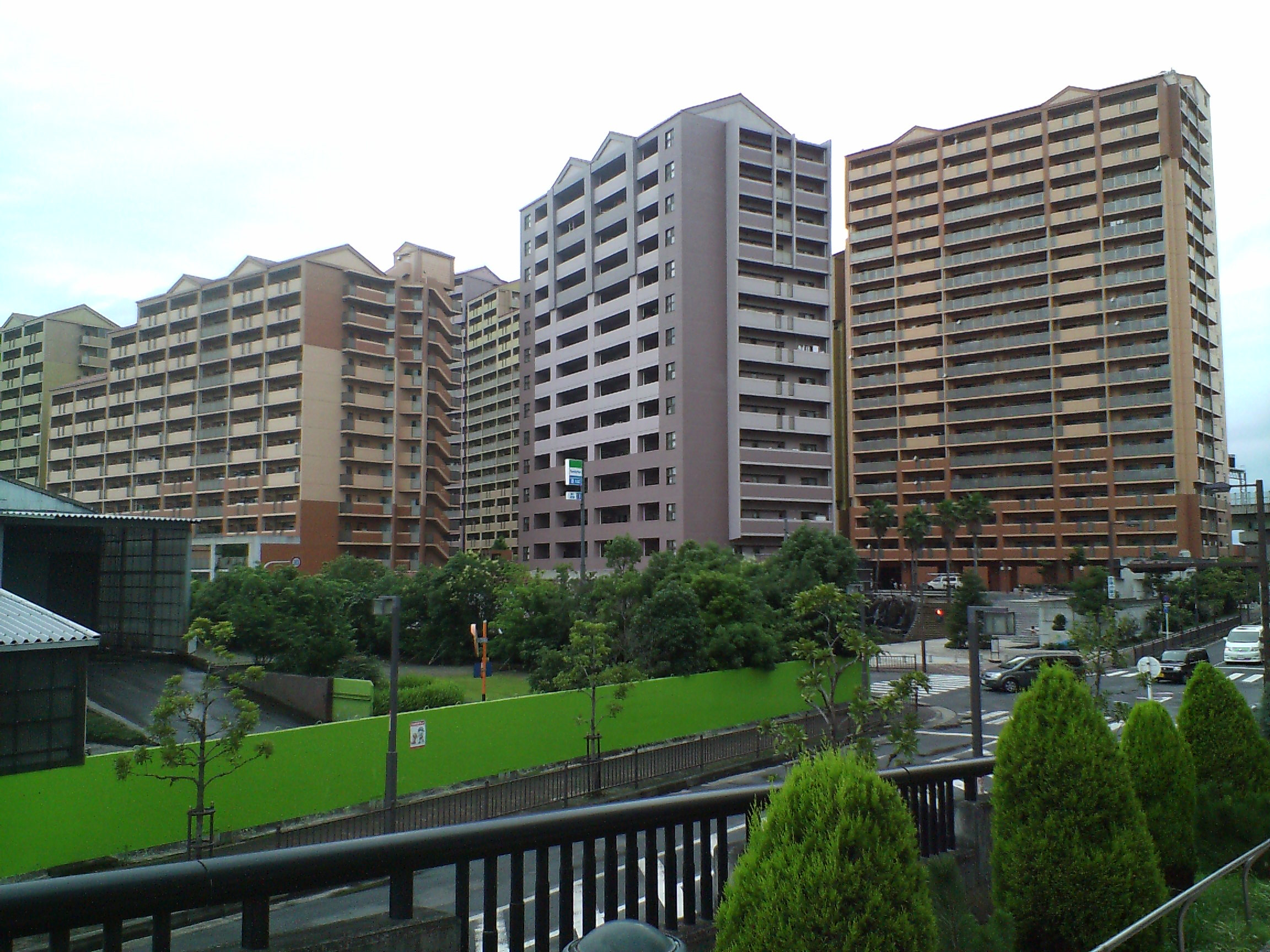
Kirara-Stadt Izumiotsu

Izumiōtsu liegt südlich von Osaka und Sakai.

## Geschichte
Die bis dahin kreisangehörige Stadt Ōtsu im Kreis Semboku wurde am 1. April 1942 kreisfreie Stadt (-shi). Gleichzeitig wurde dem Ortsnamen der Provinzname Izumi (in der verkürzten Schreibung als 泉) vorangestellt – in der Präfektur Shiga/Provinz Ōmi gab es bereits seit 1898 eine Ōtsu-shi. Izumi-Ōtsu war präfekturweit die achte kreisfreie Stadt.

## Verkehr
- Zug
  - Nankai-Hauptlinie

- Straße:
  - Nationalstraße 26

## Angrenzende Städte und Gemeinden

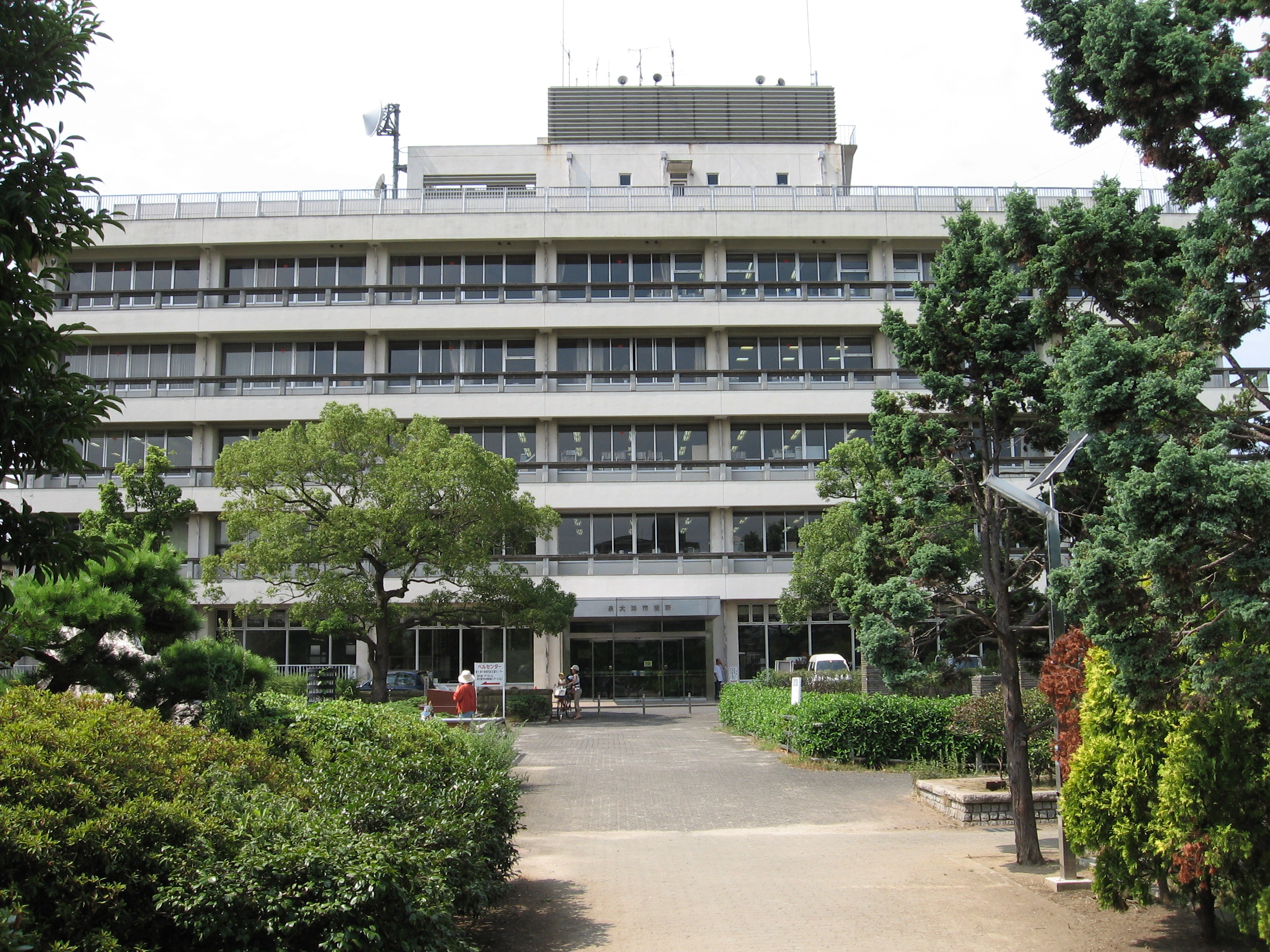
Rathaus von Izumiōtsu

- Izumi
- Takaishi